# Bornem
Bornem (nederländskt uttal: [ˈbɔrnɛm]) är en kommun i provinsen Antwerpen i regionen Flandern i norra Belgien. Kommunen har cirka 21 353 invånare (2020). Den tillhör den flamländska regionen Klein-Brabant som sträcker sig längs floderna Schelde och Rupel i triangeln som bildas av städerna Antwerpen, Bryssel och Gent.